# DFB-Supercup 1993
DFB-Supercup 1993 bylo historicky sedmé jednozápasové utkání každoročně pořádané soutěže zvané DFL-Supercup. Účastníci soutěže byli dva - vítěz německé Bundesligy sezony 1992/93 Werder Brémy se utkal s vítězem německého poháru DFB-Pokal za sezonu 1992/93, kterým byl Bayer 04 Leverkusen.
Utkání se odehrálo 1. srpna 1993 na Ulrich-Haberland-Stadionu v Leverkusenu. Utkání skončilo nerozhodně 2:2 a o vítězi tak rozhodovaly pokutové kopy, ve kterých byl úspěšnější Werder a stal se vítězem tohoto ročníku DFB-Supercupu. 
Na straně vítězů se z trofeje radoval i český rodák Miroslav Votava, za Leverkusen nastoupil Pavel Hapal.

## Detaily zápasu
| 1. 8. 1993 17:30 SELČ |               |                         |                                                                               |
| Werder Brémy          | 2 : 2 (0 : 0) | Leverkusen              | Ulrich-Haberland-Stadion, Leverkusen diváci: 14 000 rozhodčí: Manfred Amerell |
| Hobsch 90' Rufer 92'  | Report        | 61' Fischer 97' Kirsten | Ulrich-Haberland-Stadion, Leverkusen diváci: 14 000 rozhodčí: Manfred Amerell |

|                                                    |       | Penaltový rozstřel                               |  |
| Herzog Votava Rufer Basler Borowka Wiedener Wolter | 7 : 6 | Hapal Kirsten Lupescu Foda Schuster Becker Happe |  |